# Einrichtungshaus Föger
Das Einrichtungshaus Föger ist ein österreichisches Möbel- und Einrichtungshaus mit Sitz in Pfaffenhofen in Tirol. Das 1953 gegründete Familienunternehmen wird in dritter Generation von Stefan Föger und Hannes Haffner geführt und zählt mit rund 13.000 Quadratmetern Ausstellungfläche zu den größten Einrichtungshäusern in Westösterreich.

## Geschichte
Das Unternehmen wurde 1953 von Max Föger in Telfs gegründet.  1969 eröffnete es an der Bundesstraße 1 in Pfaffenhofen ein stationäres Einrichtungshaus, das in den folgenden Jahrzehnten mehrfach erweitert wurde. 1989 übernahm die zweite Generation, Herbert Föger und Gertraud Haffner, die Geschäftsführung. Im Jahr 2000 kam ein zweiter Stock hinzu.  Seit 2016 liegt die Leitung in den Händen von Stefan Föger und Hannes Haffner. 2019 wurde ein neuer Markenauftritt eingeführt. 2023 formulierte das Unternehmen seine Unternehmenswerte in der sogenannten „Fögersophie“.

## Produktsortiment
Das Einrichtungshaus bietet Möbel und Wohnaccessoires für verschiedene Wohnbereiche, darunter Wohnzimmer, Esszimmer, Schlafzimmer, Küchen und Büros.  Zum Sortiment gehören außerdem Böden wie Parkett und Vinyl, Lampen, ein Textilbereich mit eigener Schneiderei und ein Conceptstore mit trendigen Accessoires und Produkten nationaler und internationaler Designer. “Unsere Kunden finden bei uns nicht nur alles fürs Wohnen, sondern darüber hinaus einen starken Partner für die Umsetzung ihrer individuellen Wohnträume. Wir haben die passenden Produkte, umfangreiche Serviceleistungen, gute Ideen und vor allem viel Zeit” beschreibt Hannes Haffner den Leistungsumfang des Tiroler Möbelhändlers.
Seit über 40 Jahren befindet sich im Einrichtungshaus Föger das größte Rolf-Benz-Studio Westösterreichs mit rund 700 m² Ausstellungsfläche, welches 2024 neu gestaltet wurde. Zudem werden im Bereich „Junges Wohnen“ kompakte Wohnlösungen für kleinere Haushalte und Budgets präsentiert. Weitere Marken, die bei Föger verkauft werden sind unter anderem ADA, Anrei, Desede, Freifrau, Freistil, Forcher, Janua, Kare, Team 7, Tommy-m und viele mehr.
Seit Jahrzehnten realisieren wir als Tiroler Familien- und Traditionsunternehmen außerdem erfolgreich Projekte in den Bereichen Hotellerie und Gastgewerbe sowie als Einrichtungspartner zahlreicher Wohnbauträger. Der Anteil von 10–12 % am Gesamtumsatz zeigt die Relevanz von Hotellerie- und Wohnbaukunden für Föger. Um dieser Nachfrage gerecht zu werden, wurde die B2B-Abteilung 2025 umgebaut und renoviert.

## Unternehmensprofil
Föger versteht sich als regional verwurzeltes Familienunternehmen, das auf persönliche Beratung und langfristige Kundenbeziehungen setzt. Neben dem klassischen Möbelhandel werden auch Dienstleistungen wie Lieferung, Montage und Küchen- sowie Innenraumplanung angeboten. “Durch traditionelle Werte, Heimatgefühl, Zeitgeist und starken Service heben wir uns von konzerngeführten Möbelhäusern sowie kleinen Möbelstudios ab. Wir kennen den Geschmack und die Vorlieben unserer Kunden ganz genau und leben seit Jahren die Trends zur Nachhaltigkeit und Regionalität.” definiert Stefan Föger die Werte des Unternehmens.  Die Unternehmensphilosophie, als „Fögersophie“ bezeichnet, hebt Werte wie Qualität, Nachhaltigkeit, Kundennähe und Regionalität hervor.
Darüber hinaus fungiert das Einrichtungshaus als Veranstaltungsort: Im Schauraum finden regelmäßig Kunstausstellungen und Kulturveranstaltungen statt, bei denen regionale und internationale Künstler:innen präsentiert werden.

## Nachhaltigkeit
In den vergangenen Jahren investierte das Einrichtungshaus in erneuerbare Energien. Seit 2024 betreibt Föger eine Photovoltaikanlage mit einer Jahresleistung von rund 750.000 kWh die an besonders sonnigen Tagen  eine Spitzenproduktion von bis zu 4 MWh erreicht, was dem jährlichen Stromverbrauch eines vierköpfigen Haushalts entspricht. Darüber hinaus verfügt der Standort seit 2025 über acht E-Ladepunkte und eine firmeneigene Elektrofahrzeugflotte.

## Wirtschaftliche Entwicklung
Nach einem Umsatzrückgang in den Jahren 2023 und 2024 kündigte das Unternehmen für das Jahr 2025 ein Auftragsplus von etwa 20 % im Vergleich zum Vorjahr an. Mit einer Eigenkapitalquote von 50 % und komplett ohne Fremdfinanzierung verfügt das Familienunternehmen über wertvolle unternehmerische Freiräume.

## Mitarbeiter:innen
Das Einrichtungshaus beschäftigt rund 125 Personen. Viele Mitarbeiter:innen sind langjährig im Betrieb tätig. Jubiläen von 20, 30 und bis zu 45 Jahren Betriebszugehörigkeit werden regelmäßig öffentlich gewürdigt.

## Meilensteine
- 1953: Gründung durch Max Föger
- 1969: Eröffnung des Einrichtungshauses in Pfaffenhofen
- 1989: Übergabe an Herbert Föger und Gertraud Haffner
- 2000: Erweiterung um einen zweiten Stock
- 2016: Übernahme durch Stefan Föger und Hannes Haffner
- 2019: Einführung eines neuen Markenauftritts
- 2023: Definition der „Fögersophie"
- 2024: Neueröffnung des größten Rolf-Benz-Studios Westösterreichs